# Río Arenillas
Der Río Arenillas ist ein 45 km langer Zufluss des Pazifischen Ozeans im Südwesten von Ecuador. Einschließlich Quellflüssen beträgt die Gesamtlänge 82 km.

## Flusslauf
Der Río Arenillas durchfließt die Küstenebene der Provinz El Oro. Er wird von mehreren Quellflüssen gespeist, die in den westlichen Ausläufern der Cordillera Occidental entspringen. Am Oberlauf wurde die Talsperre Tahuín errichtet. Unterhalb des Staudamms fließt der Río Arenillas 16 km nach Nordosten und passiert den östlichen Stadtrand von Arenillas. Anschließend wendet sich der Fluss in Richtung Nordnordost, später nach Norden. Schließlich mündet der Río Arenillas 12 km nordwestlich von Santa Rosa in die Meeresstraße Estero Grande, welche den Archipel Jambelí vom Festland trennt.

## Einzugsgebiet
Das Einzugsgebiet des Río Arenillas umfasst etwa 600 km². Im Westen grenzt es an das des Río Zarumilla, im Osten an das des Río Santa Rosa.

## Talsperre Tahuín
Die Talsperre (⊙) entstand in den Jahren 1976–1987. Ein 440 m langer Damm staut den Río Arenillas bei Flusskilometer 45. Das Speichervolumen des Stausees beträgt 210 Millionen m³. Die Talsperre dient der Bewässerung einer Anbaufläche von 8000 ha, der Abflusskontrolle und Vermeidung von Hochwasserschäden sowie der Trinkwasserversorgung der Städte Arenillas und Huaquillas.